# هاينريش شرايبر
هينريتش شرايبر (بالألمانية: Heinrich Schreiber)‏ هو مؤرخ منطقة ‏ وبروفيسور ومؤلف ألماني، ولد في 14 يوليو 1793 في فرايبورغ في ألمانيا، وتوفي بنفس المكان في 29 نوفمبر 1872.